# Rocafort
Rocafort è un comune spagnolo di 6 640 abitanti situato nella comunità autonoma Valenciana.